# Коронавірусна хвороба 2019 у Нагірному Карабасі
Спалах коронавірусної хвороби 2019 у Нагірному Карабасі — це поширення пандемії коронавірусної хвороби 2019 на територію самопрогошеної Нагірно-Карабаської республіки, що на початок поширення хвороби була тимчасово окупованою Вірменією частиною Азербайджану. Перший випадок зареєстровано 7 квітня 2020 року в селі Мірік Кашатазького району, хворий контактував із інфікованими COVID-19 на території Вірменії. На 27 травня у Нагірному Карабасі проведено 725 обстежень на коронавірус, підтверджено 34 випадки інфікування.

## Хронологія
Перед «президентськими виборами» у Нагірному Карабасі, які відбулись 31 березня, було закрито кордон між Вірменією та невизнаною республікою для запобігання поширення коронавірусу на територію Нагірного Карабаху.
7 квітня «міністр охорони здоров'я» НКР повідомив про виявлення першого випадку хвороби.
9 квітня проведено 3 обстеження, у 2 осіб тест був позитивним, один із них був громадянином Вірменії. Обидва підтверджені випадки хвороби проживали в селі Мошатаг (неподалік Міріка, де вивлено перший випадок). Станом на цей день усі підтверджені випадки захворювання у Нагірному Карабасі зареєстровані в Кашатазькому районі.
10 квітня зареєстровано два випадки хвороби, один з них у селі Карвачар Шаумянівського району.
15 квітня місцевою «владою» введено обмеження на проїзд до сіл Мірік, Мошатаг і Ціцернаванк Кашатазького району, Карвачар, а також Верін Оратаг, Кочохот, Атерк Мартакертського району аж до обмеження пересування лише в межах відповідних адміністративних районів та сіл.
Станом на 24 травня зареєстровано 33 випадки хвороби.

## Перебіг епідемії під час другої карабаської війни
Кілька засобів масової інформації повідомили про збільшення випадків COVID-19 у Нагірному Карабасі, зокрема в місті Степанакерт, під час другої карабаської війни, де населення було змушене перейти до переповнених бункерів через азербайджанську артилерію та удари безпілотників, а також труднощі з тестуванням і відстеженням контактів.